# Иванченко, Владимир Иванович
Влади́мир Ива́нович Ива́нченко (8 марта 1945, Петропавловск-Камчатский — 14 августа 1994, там же) — кинооператор, сценарист и автор документальных фильмов. Основоположник романтической документалистики в СССР. Заслуженный работник культуры РСФСР, член Союза кинематографистов СССР, Союза журналистов СССР и Географического общества СССР. Лауреат международных кинофестивалей и фотоконкурсов.

## Биография
Родился 8 марта 1945 года в Петропавловске-Камчатском в семье выходцев из Днепропетровска УССР. В юности увлекался литературой, фотографией, рисованием и горными лыжами. Во время армейской службы трижды становился призёром дальневосточных соревнований по слалому. Позднее посвятил этому виду спорта ряд документальных фильмов и зарисовок, снятых в движении на горных лыжах..
После школы обучался в педагогическом институте по специальности «русский язык и литература», затем работал осветителем на Камчатском телевидении. Позднее поступил во ВГИК на кафедру операторского мастерства, в мастерскую документального кино и телефильма. Окончил ВГИК в 1976 году, посвятив дипломную работу кинорепортажу в экстремальных условиях.
Иванченко работал на Камчатском телевидении, активно сотрудничал с киностудиями Москвы и Киева. Специализировался на съёмках в труднодоступных и опасных условиях — на рыболовных суднах, в долине гейзеров, во время извержений вулканов Камчатки. Был одним из первых, кто снимал извержения вулканов с предельно близкого расстояния (1-2 метра), первым спускался в кратеры действующих вулканов.

Рассказывая о В. Иванченко, журнал Техника кино и телевидения, отмечал: 
Путь к высокому профессиональному мастерству хроникальных съемок в экстремальных условиях стал главным направлением в творческой деятельности В. И. Иванченко, который завоевал признание не только на всесоюзном, но и на международном экране.
Фильм «Ад над облаками» (1983) получил Специальный приз жюри на Международном телевизионном фестивале в Монте‑Карло в 1984 году за операторское мастерство и визуальный язык.
Кадры из его фильмов часто использовались в советских телепередачах, а позднее — в международных проектах. Его работы отличались высокой визуальной выразительностью и оригинальными техническими приёмами и упоминаются С. Е. Медынским в учебнике для вузов кинематографии «Мастерство кинооператора хроникально-документальных фильмов».
Говоря об опасностях и трудностях работы при изучении вулканов, вулканолог, профессор А. П. Хренов вспоминал о кинооператоре Владимире Иванченко, который умер из-за болезни сердца, будучи постоянным участником «многих вулканологических экспедиций на извержениях вулканов Камчатки и Курил».

## Фильмография
| Год  | Название              | Хронометраж | Примечания / Награды                                                                                 |
| ---- | --------------------- | ----------- | --- |
| 1976 | К подножию огня       | 18 мин      | О первых экспедициях вулканологов и кинооператоров                                                   |
| 1977 | Лицом к огню          | 36 мин      | Диплом 8 ВФТ (Баку); конкурс МФТ в Монте-Карло                                                       |
| 1978 | Покорение скорости    | 30 мин      | Диплом жюри ВФ спортивных фильмов (Ленинград); приз 8 ВФТ (Баку)                                     |
| 1979 | Там, где зимует весна | 36 мин      | Диплом жюри 9 ВФТ в Ереване (1980)                                                                   |
| 1979 | Авачинский вулкан     | 10 мин      | |
| 1981 | Огненное ожерелье     | 30 мин      | Приз за лучшую операторскую работу на МФТ «Человек и море» (1984)                                    |
| 1983 | Ад над облаками       | 36 мин      | Спецприз за операторскую работу на 24 МКФ в Монте-Карло (1984); диплом на ВТФ в Киеве (1986)         |
| 1985 | Циклон                | 30 мин      | Гран-при МФТ «Человек и море» в Юрмале, (1987)                                                       |
| 1987 | В преддверии ада      | 30 мин      | Диплом ВФТ в Минске (1988); приз журнала «Техника кино и телевидения» на 1 ВФНФ в Свердловске (1988) |
| 1989 | Мёртвая зыбь          | 30 мин      | Дипломы в Чехословакии и Ленинграде; участие в МФ «Золотое руно» (1990)                              |

## Видеофильмы 1990-х годов («Камчатка»)
- Стократ благороднее тот… — 12 мин
- Камчатская хоровая капелла — 15 мин
- Капелла[8] — 33 мин
- Жестокий снег Манаслу — 32 мин